# Portefeuille (affluent de l'Anglin)
Pour les articles homonymes, voir Portefeuille (homonymie).
Le Portefeuille est un cours d'eau français, qui coule dans le département de l'Indre, en région Centre-Val de Loire.
C'est un affluent de l'Anglin, donc un sous-affluent de la Loire, par la Gartempe, la Creuse et la Vienne.

## Géographie

### Cours
Le cours d'eau à une longueur de 19,14 km.
Il prend sa source dans le département de l'Indre, à 282 m d'altitude, au lieu-dit « l'Aumône », sur le territoire de la commune de Mouhet, puis s'écoule vers l'ouest.
Son confluent avec l'Anglin, se situe dans le département de l'Indre, à 121 m d'altitude, dans les « Bois des Porgons », sur le territoire de la commune de Dunet,.

### Départements et communes traversés
Le Portefeuille traverse sept communes : Chaillac, La Châtre-Langlin, Dunet, Mouhet, Parnac, Roussines et Saint-Benoît-du-Sault,.

### Bassin versant
Les bassins hydrographiques sont découpés dans le référentiel national BD Carthage en éléments de plus en plus fins, emboîtés selon quatre niveaux : régions hydrographiques, secteurs, sous-secteurs et zones hydrographiques.
Le Portefeuille traverse la zone hydrographique « L'Anglin du Bel Rio à l'Abloux ».
Le bassin versant du Portefeuille s'insère dans la zone hydrographique « L'Anglin du Bel Rio à l'Abloux », au sein du bassin DCE plus large « La Loire, les cours d'eau côtiers vendéens et bretons ».

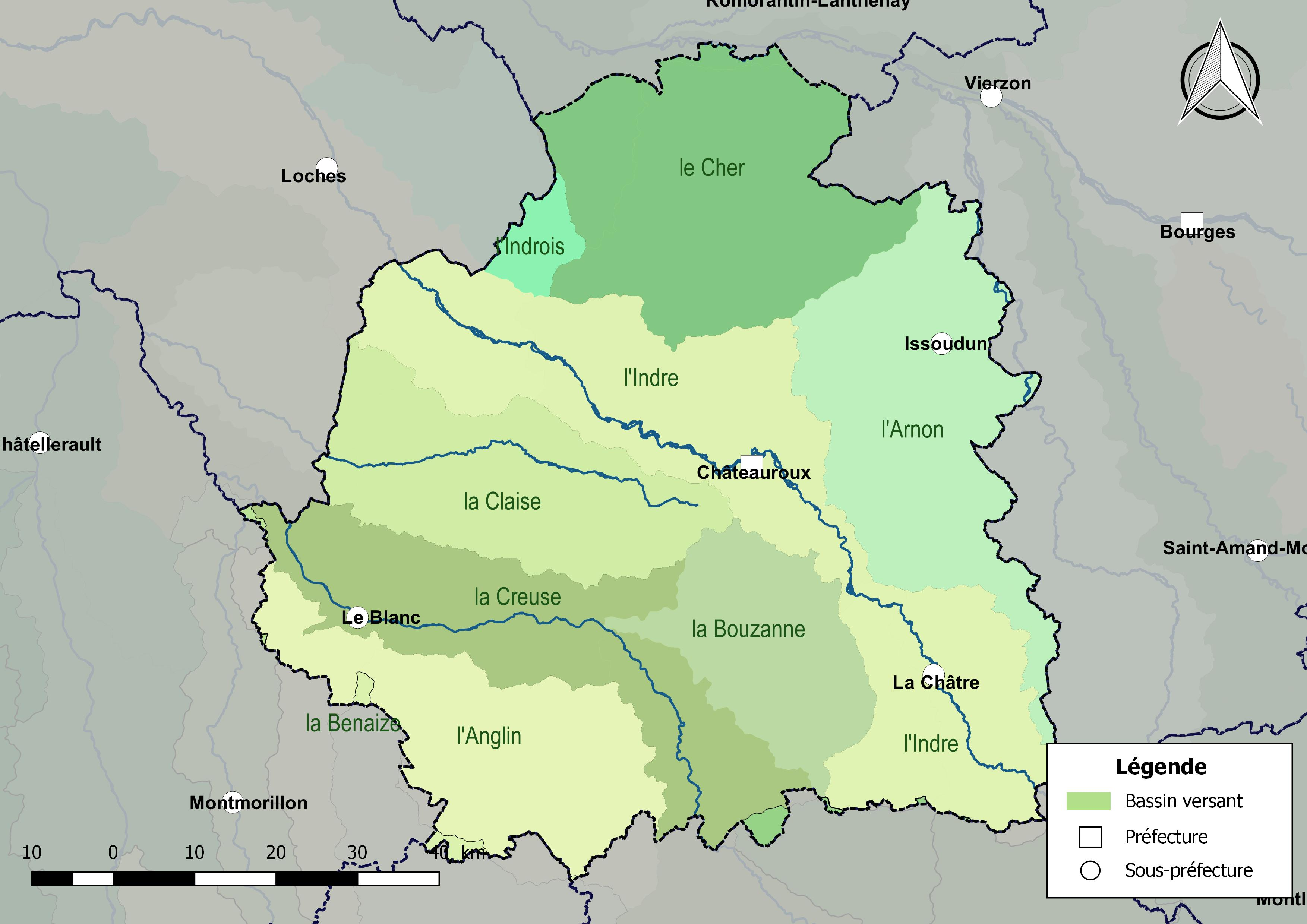
Les principaux bassins versants du département de l'Indre.

#### Échelle du bassin
En France, la gestion de l’eau, soumise à une législation nationale et à des directives européennes, se décline par bassin hydrographique, au nombre de sept en France métropolitaine, échelle cohérente écologiquement et adaptée à une gestion des ressources en eau. Le Portefeuille est sur le territoire du bassin Loire-Bretagne et l'organisme de gestion à l'échelle du bassin est l'agence de l'eau Loire-Bretagne.

### Organisme gestionnaire
Le syndicat mixte d’aménagement de la Brenne, de la Creuse, de l’Anglin et de la Claise (SMABCAC) est l'organisme gestionnaire du cours d'eau.

## Affluents
Le Portefeuille possède douze affluents.
| Noms     | km | Noms     | km |
| -------- | -- | -------- | -- |
| L5515200 | 2  | L5515700 | 1  |
| L5515350 | 2  |          |    |

| Noms                      | km | Noms     | km |
| ------------------------- | -- | -------- | -- |
| Le Portefeuille           | 8  | L5515500 | 1  |
| L5514300                  | 2  | L5515300 | 1  |
| Ruisseau de Clidier       | 2  | L5515600 | 1  |
| L5515400                  | 2  | L5515800 | 0  |
| Ruisseau des Fonds Breaux | 1  |          |    |

### Rang de Strahler
Son rang de Strahler est de trois.

## Hydrologie

### État des masses d'eau et objectifs
Pour les cours d’eau, la délimitation des masses d’eau est basée principalement sur la taille du cours d’eau et la notion d’hydro-écorégion. Ces masses d’eau servent ainsi d’unité d’évaluation de l’état des eaux dans le cadre de la directive européenne.
Le Portefeuille fait partie de la masse d'eau codifiée FRGR0413 et dénommée « L'Anglin et ses affluents depuis la source jusqu'à la confluence avec l'Abloux ».
Le schéma directeur d'aménagement et de gestion des eaux (Sdage) Loire-Bretagne est un document de planification dans le domaine de l’eau. Il définit, pour une période de six ans les grandes orientations pour une gestion équilibrée de la ressource en eau ainsi que les objectifs de qualité et de quantité des eaux à atteindre dans le bassin Loire-Bretagne. L'état des lieux 2013 défini dans la SDAGE 2016 – 2021 et les objectifs à atteindre pour cette masse d'eau sont les suivants,, :
| Code masse d'eau    | FRGR0413                                                                       |
| Libellé masse d'eau | L'Anglin et ses affluents depuis la source jusqu'à la confluence avec l'Abloux |

| Écologique | Biologique | Physico-chimie générale | Polluants spécifiques |
| ---------- | ---------- | ----------------------- | --------------------- |
| Moyen      | Moyen      | Bon état                | X                     |

| Écologique | Chimique | Global   |
| ---------- | -------- | -------- |
| Bon état   | Bon état | Bon état |

## Aménagements et écologie

### Milieu naturel
Le cours d'eau est de première catégorie.